# アイゾウ 警視庁・心理分析捜査班
『アイゾウ 警視庁・心理分析捜査班』（アイゾウ けいしちょう しんりぶんせきそうさはん）は、2022年3月30日（29日深夜）にフジテレビ（関東ローカル）で放送されたテレビドラマ。スペシャルドラマが単発放送された後、同年10月より「火曜ACTION!」枠で連続ドラマが放送された。全8話。
世界法廷ミステリーの第2弾（2012年）で放送された「天才ストーカー事件」をモチーフに制作された単発ドラマの評判が良く、放送後1週間の見逃し配信で、再生数20万回を超えたことから連続ドラマが制作された。
過去に実際に起きた“男女愛憎劇をめぐるミステリー衝撃事件”をモチーフに、舞台を現在の日本に置き換えてドラマ化された。ゆえに、フジテレビでは珍しく情報企画開発部の制作ドラマである。主演は夏子。単発ドラマに出演した遠藤史也と共に、オーディションで選出された。
2023年3月28日（27日深夜）、29日（28日深夜）に同局で2夜連続のスペシャルドラマが放送された。
本項では便宜上、2022年3月に放送された単発ドラマを単発版、「火曜ACTION!」枠で連続ドラマとして放送されたバージョンを連続ドラマ、2023年に放送されたスペシャルドラマをSP版と呼称する。

## キャスト

### 主要人物
安座間霧子
演 - 夏子
警視庁心理分析捜査班（通称“アイゾウ課”）・刑事。
久世麟太郞
演 - 津田寛治
警視庁捜査一課・刑事。
馳谷川命
演 - 遠藤史也（単発版）
警視庁捜査一課。安座真の同期の“チャラ男”刑事。
三好慧
演 - 水石亜飛夢（連続ドラマ・SP版）
警視庁捜査一課・刑事。

### ゲスト

#### 単発版
鷲尾哲也
演 - 大東駿介
個人投資家。殺人容疑で逮捕されるが、その直前に自撮りしていた動画を毎日1本ずつネットに予約投稿し無実を訴え、世間の注目を集める。
市浦美由紀
演 - 小橋めぐみ
元木玲奈の友人。
元木玲奈
演 - 岡あゆみ
自宅マンションで絞殺された会社員。
記者
演 - 榎木薗郁也

とおる
演 - 玉木惣一郎
高校生
若者
演 - 山口雄大

役名不明
演 - 園山敬介

#### 連続ドラマ
第1話・第2話
黒田花奈
演 - 夕帆
自宅で刺殺された被害者。
黒田壮太
演 - 波岡一喜
黒田花奈の夫。
魚益清香
演 - 秋元才加
黒田壮太の元同僚で愛人。
武藤慎二
演 - 水野直
黒田家周辺を嗅ぎまわる探偵。
田野上美穂
演 - 吉田沙世
清香の元同僚
黒田紬
演 - 池﨑凛歩
黒田壮太の娘。
役名不明
演 - 竹内佐織
黒田壮太の新しい恋人
壮太の同僚
演 - 海老沢七海、谷嶋颯斗
　
第3話・第4話
宇佐美健児
演 - 小手伸也
実千瑠の離婚後の交際相手。
橘俊作
演 - 徳重聡
警視庁捜査一課・刑事。
奥田実千瑠
演 - 手塚真生
失踪後に山中で遺体となって発見される。
茂岡隆一郎
演 - 小松利昌
実千瑠の離婚後の交際相手。
奥田輝星
演 - 福長里恩
実千瑠の息子。「お母さんはたぶん、スガサワタケシに会いにいった」と証言する。
中池弘樹
演 - 崔哲浩
実千瑠の前夫。
宇佐美志穂
演 - 山田キヌヲ
宇佐美健児の妻。
菅沢武
演 - 京田寛治（写真出演）
実千瑠がマッチングアプリで出会ったとされる男性。
　
第5話・第6話
辺見理人
演 - 野間口徹
殺人容疑で逮捕された大手家電メーカーの部長。
須藤亜里香
演 - 柳ゆり菜
殺害された被害者の妻。辺見理人の部下。
辺見早紀
演 - 吉井怜
理人の妻。
須藤来太
演 - 宮寺貴也
亜里香の夫。理人に刺されて死去。
須藤日向
演 - 髙谷弦汰
亜里香の息子。
小野静香
演 - 辻本みず希
理人の部下。
保育士
演 - 水津亜子、真柳美苗
日向が通う「おひさま保育園」の保育士。
亜里香の上司
演 - 嵯峨崇司
　
第7話・第8話
番匠康子
演 - 田中美里
夫と死別後、二人の息子を女手一つで育ててきた。
番匠司
演 - 奥野壮（少年期：町田絢）
7年前に都内で行方不明になり、沖縄で発見された名乗り出た康子の息子。実は深作廉〈25〉という青年の成りすましだった。
深作廉
演 - 令旺（幼少期）

番匠和志
演 - 平田雄也
司の兄。
ナレーション
声 - 鈴木ゆうこ
劇中の番組「ドキュメント2022 奇跡の再会」のナレーション。
犬連れの男
演 - けーすけ
公園に連れていた犬が吠え、司を驚かせる。

#### SP版
第1夜
宇井真理子
演 - 西川可奈子
10年前、息子・啓馬の目の前で殺害された主婦。
宇井啓馬
演 - 鈴木陸（青年時：平野宏周）
真理子と弘樹の息子。「ピエロがお母さんを殺した」と証言する。
宇井弘樹
演 - 鈴木浩介
真理子の夫。久世から妻・真理子殺害の嫌疑をかけられる。
宇井美和 / 白井えみ
演 - 田中道子
弘樹の再婚相手。
江崎藤次郎
演 - みちお（トム・ブラウン）
窃盗事件で逮捕された男。10年前の殺人事件の犯人でもあると告白する。
多賀谷湧
演 - 駒木根葵汰
捜査一課の新米刑事。
野田明、中園美久
演 - 木ノ本嶺浩、梅宮万紗子
宇井弘樹のアリバイを事件当時に証言していた部下。
第2夜
小寺翔子
演 - 加藤小夏（幼少期：大沼和奏）
筋ジストロフィーを患い車椅子生活で知的障害もある女性。
小寺知世
演 - 芳本美代子
遺体となって発見された翔子の母。
芦野ふみ
演 - 小沢真珠
障害者支援施設「恩光園」の施設長。
舟木新
演 - 林カラス
小寺知世殺害の容疑者。
舟木の同僚
演 - 西尾季隆（X-GUN）
森見恵理子
演 - ぎぃ子
障害者支援施設「恩光園」職員
前山康太
演 - 福津健創
小寺知世と離婚した元夫。翔子の実父。
警備員
演 - 杉浦豪
障害者支援施設「恩光園」の警備員。

## スタッフ
- 脚本 - 諸橋隼人、橋本夏
- 主題歌 - Furui Riho「ウソモホント」[46]（連続ドラマ - ）
- チーフプロデューサー - 荒木勲
- プロデューサー - 古谷忠之
- 総合演出 - 長江俊和
- 監督 - 長江俊和、本間利幸、室井岳人、川野浩司
- 制作協力 - 株式会社NEBULA
- 制作 - フジテレビ・情報企画開発部
- 著作 - フジテレビ

## 放送日程

### 単発版（放送日程）
| 放送日         | サブタイトル                                | モチーフとなった事件 | 脚本     | 監督     |
| -------------- | ------------------------------------------- | -------------------- | -------- | -------- |
| 2022年03月30日 | 告白動画を投稿する容疑者…その驚愕の目的は？ | 天才ストーカー事件   | 諸橋隼人 | 川野浩司 |

### 連続ドラマ（放送日程）
| 話数   | 放送日         | サブタイトル           | モチーフとなった事件         | 脚本     | 監督     |
| ------ | -------------- | ---------------------- | ---------------------------- | -------- | -------- |
| 第1話  | 2022年10月11日 | 秘密の恋               | キャロライン・ウォーマス事件 | 諸橋隼人 | 長江俊和 |
| 第2話  | 10月18日       | 秘密の恋               | キャロライン・ウォーマス事件 | 諸橋隼人 | 長江俊和 |
| 第3話  | 10月25日       | スガサワタケシを探して | ミシェル・レイター失踪事件   | 橋本夏   | 本間利幸 |
| 第4話  | 11月01日       | スガサワタケシを探して | ミシェル・レイター失踪事件   | 橋本夏   | 本間利幸 |
| 第5話  | 11月08日       | 献身                   | ヘミー・ニューマン事件       | 諸橋隼人 | 室井岳人 |
| 第6話  | 11月15日       | 献身                   | ヘミー・ニューマン事件       | 諸橋隼人 | 室井岳人 |
| 第7話  | 11月22日       | 消えた少年             | ニコラス・バークレイ失踪事件 | 諸橋隼人 | 川野浩司 |
| 最終話 | 11月29日       | 消えた少年             | ニコラス・バークレイ失踪事件 | 諸橋隼人 | 川野浩司 |

- 第3話は日本シリーズの中継時間延長に伴い、75分遅れでの放送。
- 第7話はサッカーワールドカップ中継編成により、65分遅れでの放送。

### SP版（放送日程）
| 話数  | 放送日         | サブタイトル | モチーフとなった事件                 | 脚本     | 監督     |
| ----- | -------------- | ------------ | ------------------------------------ | -------- | -------- |
| 第1夜 | 2023年03月28日 | 殺しのピエロ | マーリーン・ウォーレン殺人事件       | 諸橋隼人 | 川野浩司 |
| 第2夜 | 03月29日       | 奇跡の親子   | ディーディー・ブランチャード殺人事件 | 諸橋隼人 | 長江俊和 |